# Etiopská vysočina
Etiopská vysočina je horský systém rozkládající se na území Etiopie, Eritreje a severozápadního Somálska. Nejvyšším vrcholem je Ras Dašen v oblasti Simienských hor, který je současně nejvyšší horou Etiopie a desátou nejvyšší horou Afriky.

## Geografická charakteristika
Horský masív je rozdělen Etiopským příkopem na východní a západní část. Průměrná výška celé oblasti činí 2000 a 2500 metrů nad mořem, vysočina proto bývá nazývána střechou Afriky. Řada vrcholů měří více než 4000 metrů, např. Buahit (4510 m), Tullu Dimtu (4377 m), Talo (4413 m) nebo Batu (4307 m). Horský systém je pramennou oblastí mnoha řek včetně Modrého Nilu, Atbary, Omo nebo Avaše. Nacházejí se zde i významná jezera – Tana, Čamo nebo Abaja. Nejvyšší pohořím celé vysočiny jsou Simienské hory, které se nacházejí severně od jezera Tana. Jižně od jezera leží pohoří Čoke. Ve východní části jsou významná pohoří Ahmar a Urgoma.

### Klimatické podmínky
Oblast ovlivňují monzuny a srážek výrazně ubývá směrem k jihovýchodu. Díky svému příznivému klimatu s vyšším množstvím srážek představuje oblasti s nadmořskou výškou mezi 1800 a 2500 metrů domov pro většinu obyvatel Etiopie.

## Národní parky
Na části území Simienských hor, v severní části vysočiny, byl v roce 1969 zřízen Národní park Simienské hory, který je od roku 1978 součástí Světového dědictví UNESCO. Mezi další parky a rezervace patří Bale, Omo, Mago, Awaš, nebo Nečisar.

## Fauna a flora
V oblasti žijí např. tlupy horských opic zvaných dželady. Vyskytují se zde také vzácní kozorožci walia nebo vlčci etiopští.

## Fotogalerie

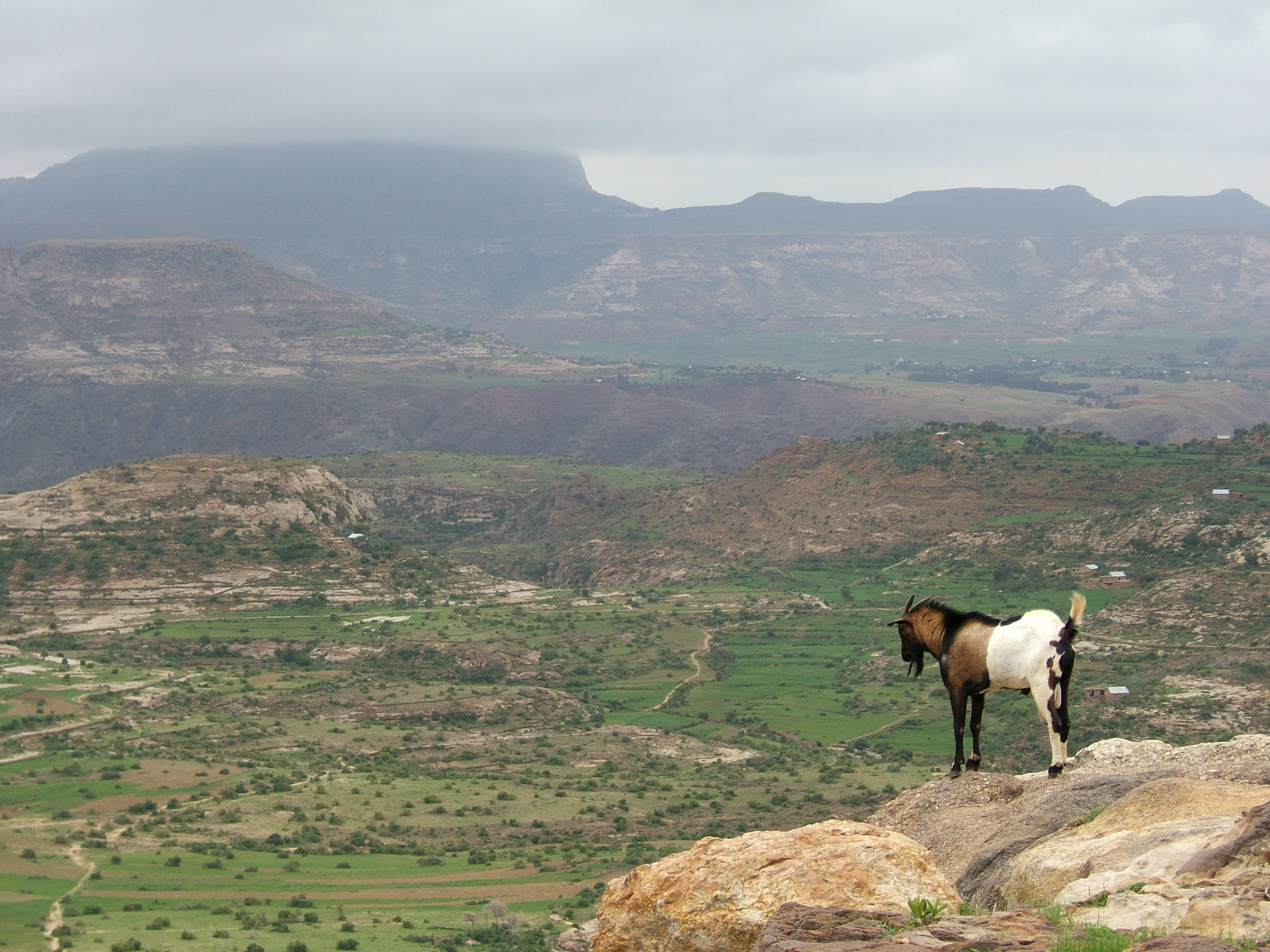
Etiopská vysočina (v pozadí Aksum)
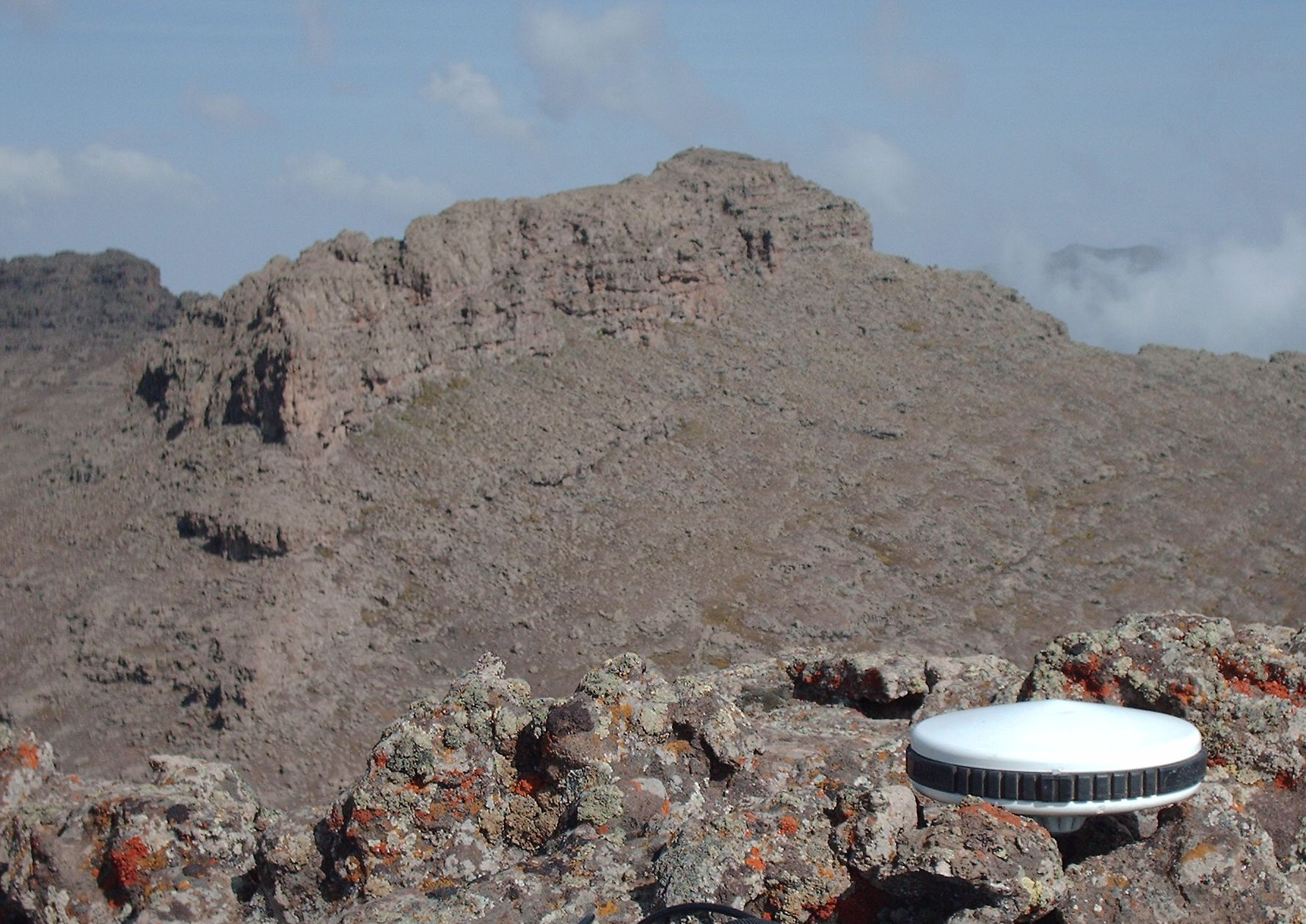
Vrchol Ras Dašenu
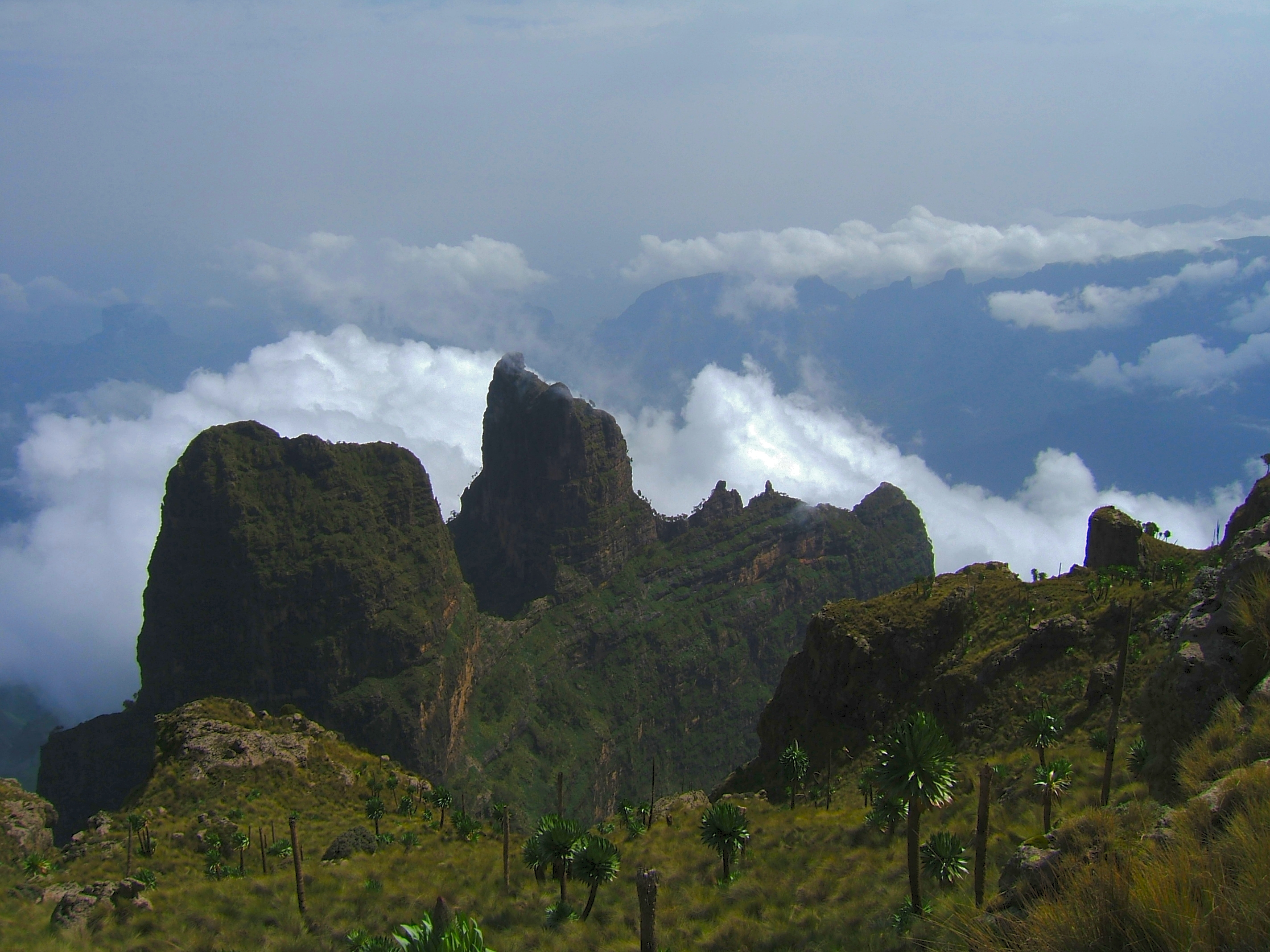
Simienské hory
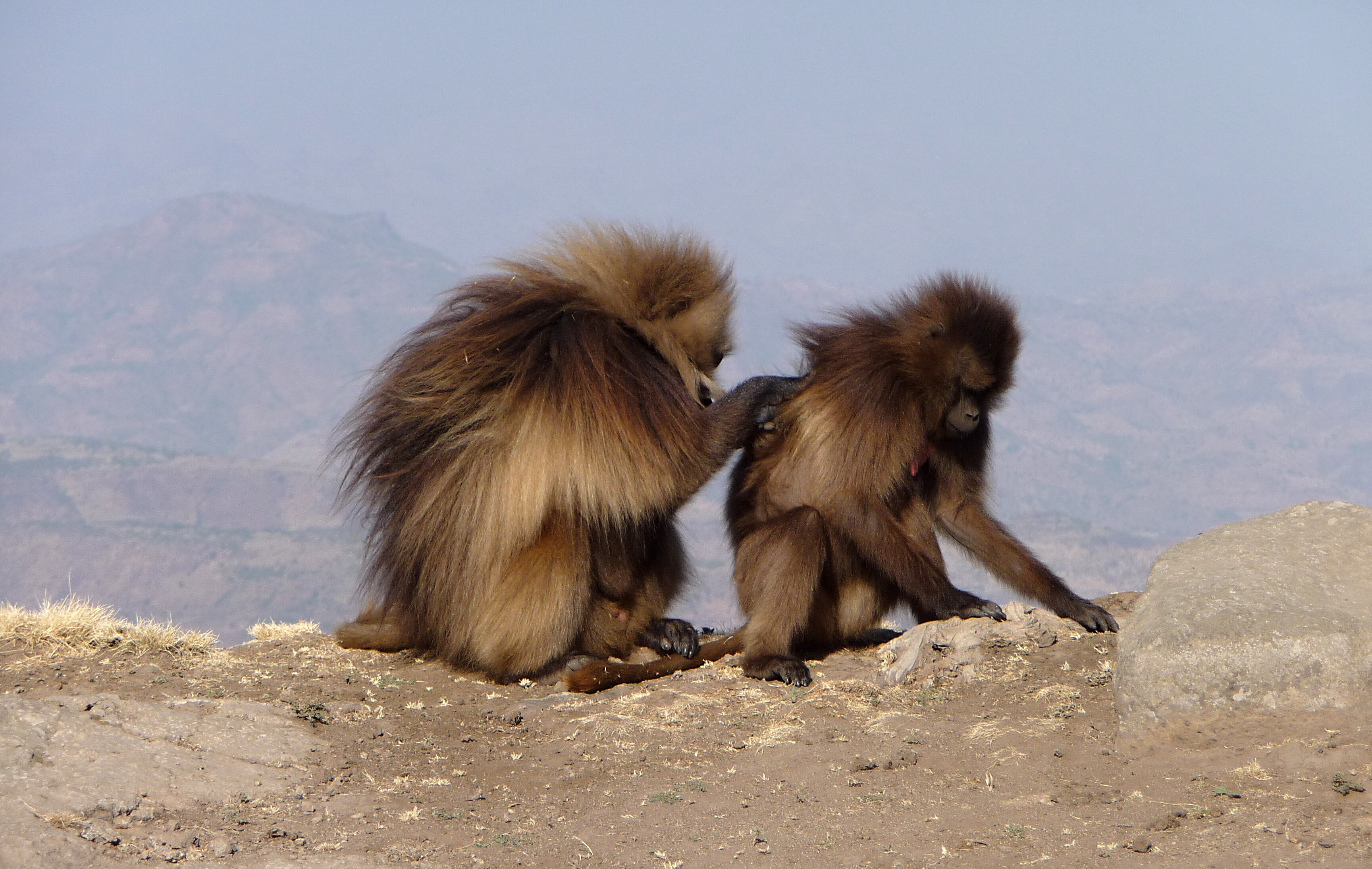
Dželady